# Dampfmühlenstraße 101 (Derichsweiler)

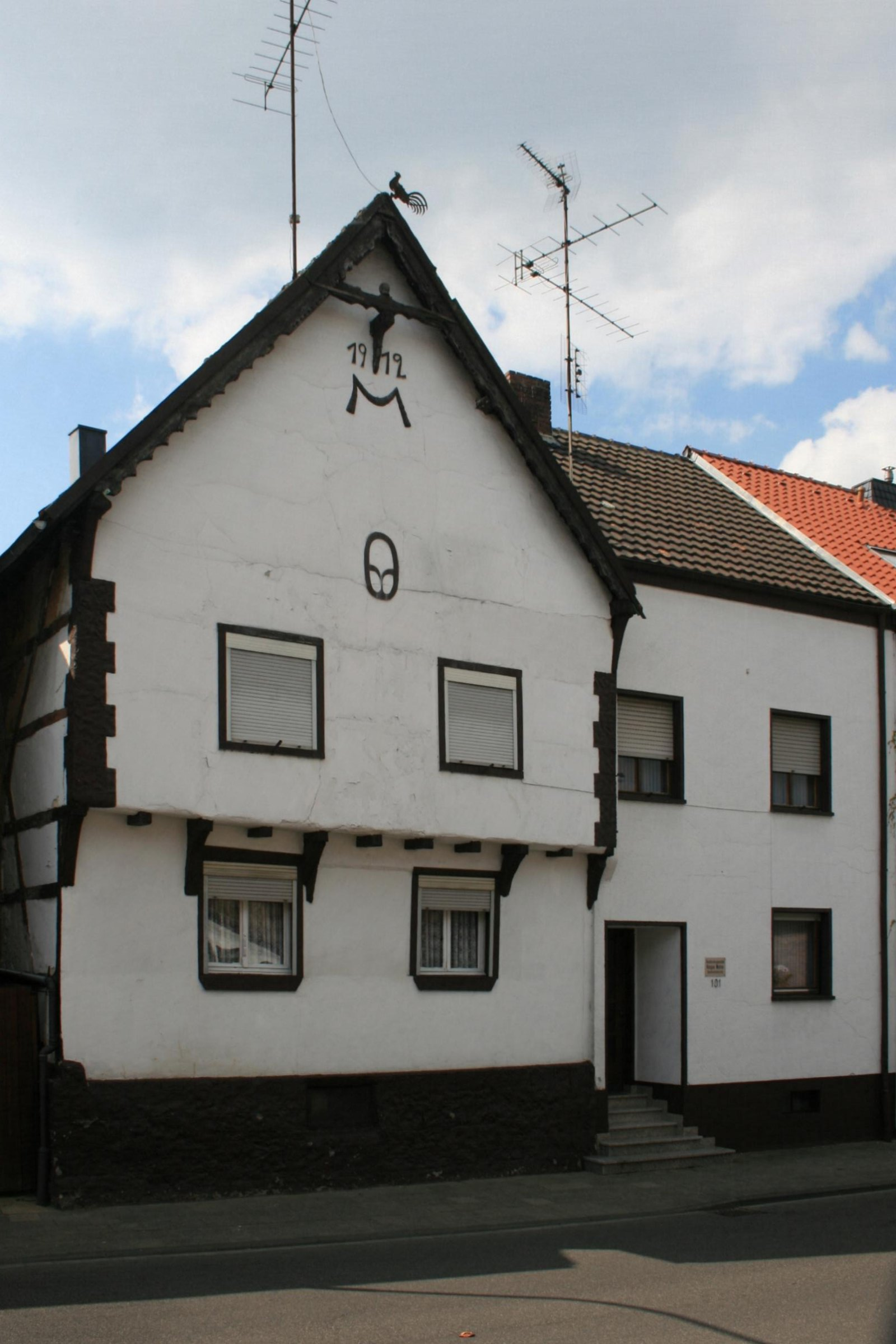

Das Gebäude Dampfmühlenstraße 101 befindet sich im Dürener Stadtteil Derichsweiler in Nordrhein-Westfalen. 
Das Haus wurde Ende des 16. Jahrhunderts/Anfang des 17. Jahrhunderts erbaut. 
Das zweigeschossige Fachwerkgiebelhaus hat ein vorgekragtes Obergeschoss. Die Giebelseite wurde im Jahre 1912 verputzt. Die Traufseite ist eine seltene Konstruktion mit Sichtfachwerk und Schwertungen. Das Haus hat ein steiles Satteldach.
Das Bauwerk ist unter Nr. 7/003 in die Denkmalliste der Stadt Düren eingetragen.